# Рибагорский субдиалект каталанского языка
Рибагорский субдиалект северо-западного диалекта каталанского языка (кат. català ribagorçà) — субдиалект каталанского языка, на котором говорят в комарке Альта-Рибагорса в Каталонии, западной части комарки Рибагорса в Арагоне и в арагонской комарке Ла-Литера
Нужно отметить, что данный субдиалект — не единственный на землях средневекового Графства Рибагорса — есть также рибагорский субдиалект арагонского языка (см. Aragonés ribagorzano)

## Фонетика
- Окончание -er произносится без конечного -r, как и на остальной территории северо-западного диалекта, однако в отличие от других территорий, -e- обозначает открытое [ε]: carrer произносится [ka'rε]
- -l после k-, b-, p-, f- и r- палатализуется: cllau (вместо clau), bllat (вместо blat), fllor (вместо flor), parllar (вместо parlar), Cerller (местный топоним)
- Как в субдиалекте апичат звук [z] переходит в [s]: casa → ['kaza]
- -x-, которое обозначает [ʃ] в литературном произношении, читается как [tʃ], кроме случаев, когда перед -x стоит i-: caixa, baixar
- j и i+g произносятся как краткое i: major → maió, maig → mai, но некоторые слова произносятся с [tʃ]: mig, raig

## Морфология
- Существует три типа указательных местоимений, которые указывают на удалённость предмета: ACÍ esto esta estos estes, ASTÍ eixo eixa eixos eixes, ALLÍ aquell aquella aquells aquelles
- Сохраняется средневековая форма определённого артикля мужского рода: lo и los. Если за артиклем следует слово, начинающееся с гласной, артикль на письме принимает формы el и els, и произносится l и ls
- Третье лицо единственного числа настоящего времени и некоторые другие временные формы заканчиваются на [e]: ell parle, parlave, parlarie
- В глаголах третьего спряжения -ix- произносится [is]
- Спряжение глаголов происходит по схеме западных диалектов каталанского языка: в настоящем времени — parle, parles, parle, parlem, parleu, parlen

## Бенаскийский подговор
Бенаскийский подговор, распространённый в муниципалитете Бенаске (в составе автономного сообщества Арагон), имеет некоторый черты рибагорского субдиалекта и считается переходным между арагонским, каталанским и гасконским языками, хотя ряд языковедов считают его подговором именно каталанского